# Parafia św. Józefa Oblubieńca Najświętszej Maryi Panny w Świeradowie-Zdroju
Parafia św. Józefa Oblubieńca Najświętszej Maryi Panny w Świeradowie-Zdroju – parafia rzymskokatolicka w dekanacie gryfowskim w diecezji legnickiej. 
Obsługiwana przez księży diecezjalnych. Erygowana 1 stycznia 1946. Obejmuje miasto oraz wsie Krobica i Orłowice. Kościół parafialny mieści się przy ulicy Elizy Orzeszkowej 6.